# Gypona berela
Gypona berela är en insektsart som beskrevs av Delong och Freytag 1975. Gypona berela ingår i släktet Gypona och familjen dvärgstritar. Inga underarter finns listade i Catalogue of Life.